# Cornwallius sookensis
Cornwallius sookensis és una espècie extinta de mamífer desmostil de la família dels desmostílids que visqué a la riba oriental de l'oceà Pacífic, des d'Alaska fins a la Baixa Califòrnia Sud, durant l'Oligocè superior, fa entre 23 i 27,3 milions d'anys. Se n'han trobat restes fòssils al Canadà, els Estats Units i Mèxic. Es tracta de l'única espècie del gènere Cornwallius. El nom genèric Cornwallius li fou assignat en honor del paleontòleg estatunidenc Ira E. Cornwall, mentre que el nom específic sookensis significa ‘de Sooke’, en referència a la formació geològica on en fou descobert el material original.